# Internetstandard
En Internetstandard (STD) er en specifikation, som er betydeligt implementeret og velfungerende, som er blevet ophævet til "internetstandard"-niveau. En internetstandard er karakteriseret ved en høj grad af teknisk modenhed og ved en generel tro på, at den specificerede protokol eller service bidrager væsentligt til internettet.
Generelt dækker internetstandarder sammenkoblingen af systemer på internettet ved at definere protokoller, beskedformater, "schemas" og sprog. De mest fundamentale er dem, der definerer selve internetprotokollen (IP).
Alle internetstandarder er nummereret i STD-serien. Det første dokument i denne serie (STD 1) beskriver de resterende dokumenter i serien og har en liste af foreslåede standarder. Ofte er dokumenter i STD-serien kopier af RFC'er eller er ganske enkelt et par RFC'er sat sammen. For eksempel definerer STD 8 kernen af Telnet-protokollen og indeholder RFC'erne 854 og 855.